# 52

## Decese
- dată necunoscută: Gamaliel  (n. ?)